# Microthamnium brevicuspis
Microthamnium brevicuspis là một loài Rêu trong họ Hypnaceae. Loài này được (P. de la Varde) P. de la Varde mô tả khoa học đầu tiên năm 1957.